# Nashestvie
Nashestvie (en ruso : Нашествие ) es uno de los festivales al aire libre más grandes de rock ruso, organizado por la estación de radio Nashe. Se lleva a cabo anualmente durante el primer fin de semana de julio (hasta 2006: primer fin de semana de agosto) en algún lugar de los alrededores de Moscú, Rusia, desde 1999 (al aire libre desde 2000) hasta la actualidad, con la excepción de 2007. Nashestvie cambió su sede varias veces. Inicialmente se estableció en Ramenskoye, Óblast de Moscú, en 2004 se trasladó al noroeste en el Óblast de Tver.
El nombre del festival es un juego de palabras en ruso: literalmente significa "invasión", pero también se deriva del nombre de Nashe Radio (Nuestra Radio).